# Pošta Crne Gore
Pošta Crna Gore (Пошта Чорногорії; повна офіційна назва — чорн. Pošta Crne Gore Akcionarsko Društvo Podgorica) — державна компанія, національний поштовий оператор Чорногорії, основною діяльністю якого є отримання, передача та доставка поштових відправлень. Також здійснює платіжні операції та послуги швидкої пошти корпоративним клієнтам.
Штабквартира компанії розташована у місті Подгориця.
Поштовий оператор має 135 відділень по всій країні.

## Історія
- 1854. В Чорногорії створено поштове відділення Австро-Угорщини.
- 1871. Поштова конвенція, підписана між Австро-Угорщиною та Чорногорією.
- 1873. Перше поштове відділення відкрилося в Цетинє.
- 1874. Випущена перша поштова марка, і 2 жовтня Чорногорія приєднується до Всесвітнього поштового союзу.
- 1878. Після Берлінського конгресу Чорногорії, у її межах, передана поштова інфраструктура Австро-Угорщини.
- 1903. Введено автомобільний поштовий транспорт.
- 1913. Опубліковані останні поштові марки Пошти Чорногорії.
- 1918—1941 Поштове відділення діє в межах PTT Королівства Югославія.
- 1945—1990. Оновлена поштова система створена як дирекція PTT у поштовому відділенні Cetinje, що працює в межах JPTT.
- 1998. PTT Saobraćaj Crne Gore поділено на Pošta Crne Gore та Crnogorski Telekom.
- 2005. Чорногорія вперше з 1913 року видає поштову марку самостійно.
- 2006. 26 липня Чорногорія поновлює своє членство у Всесвітньому поштовому союзі.
- 2008. 17 січня стає членом PostEurop.

## Послуги
Пошта Чорногорії надає цілий комплекс послуг, найважливішими з яких є:
- Поштові послуги
  - у тому числі відстеження поштових відправлень (mail tracking)
- Прямий маркетинг
- Гібридна пошта
- Послуги доставки (експресна пошта)
- Телефонні, телеграфні і інтернет послуги
- Касові (платіжні) операції
- E-post Montenegro

## Галерея

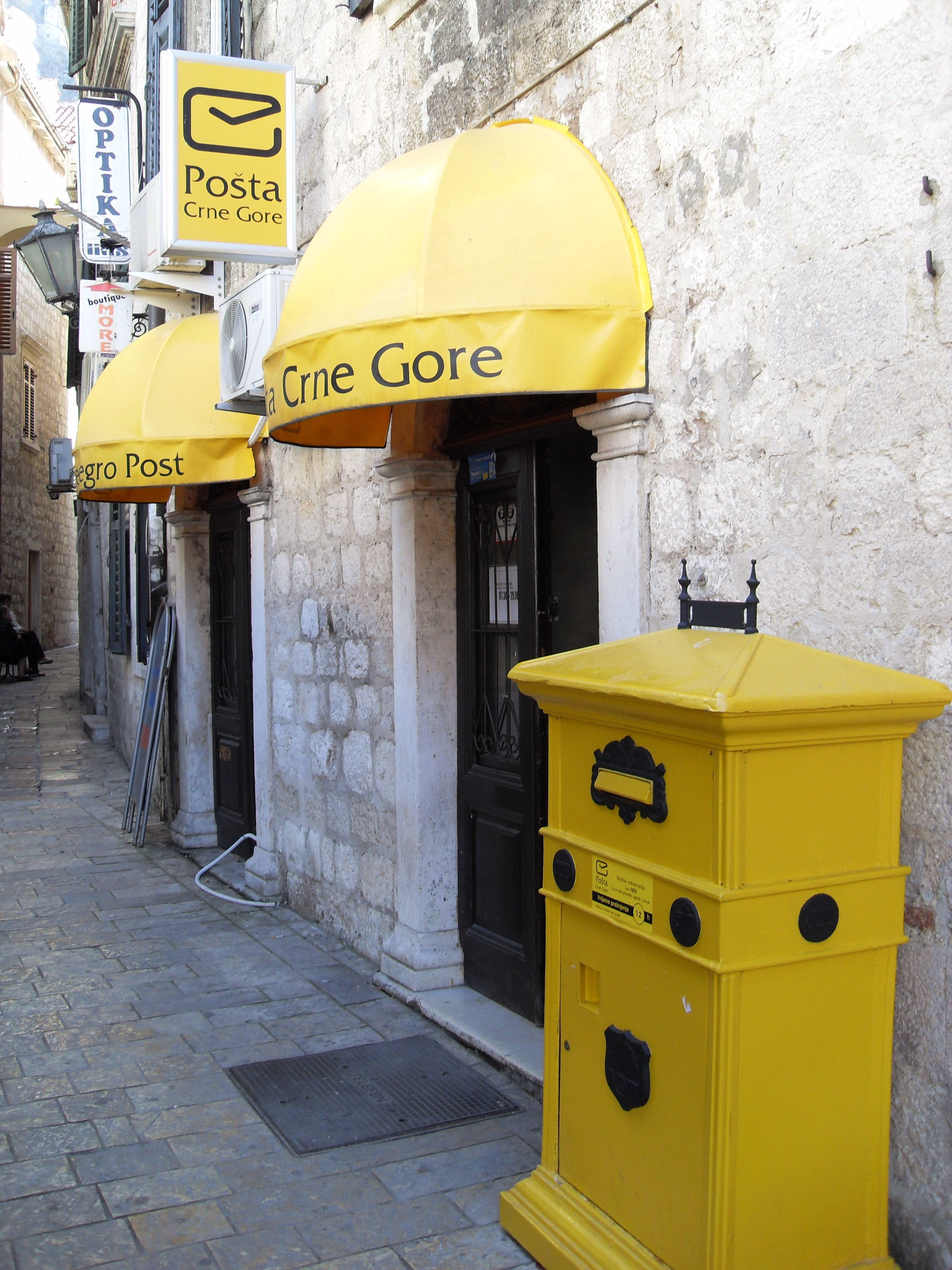
Поштове відділення в Которі
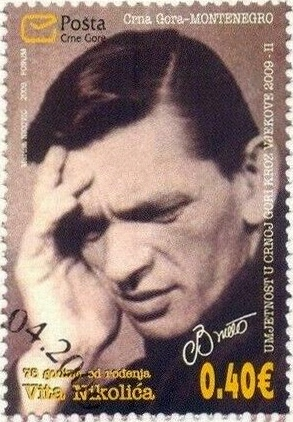
Поштова марка, випущена 2009 року на честь письменника Віто Николича